# Новий Уренгой
Но́вий Уренго́й (рос. Новый Уренгой) — місто у складі Ямало-Ненецького автономного округу, Росія. Адміністративний центр та єдиний населений пункт Новоуренгойського міського округу.

## Географія
Найбільше за величиною місто округу, одне з небагатьох російських регіональних міст, що перевершує адміністративний центр свого суб'єкта федерації (Салехард) як за чисельністю населення, так і за промисловим розвитком. Місто розташоване на березі річки Єво-Яха, притоки Пура. Річки Тамчара-Яха і Седі-Яха протікають через місто і поділяють його на дві частини — Північну і Південну. Територію міського округу з усіх боків оточує Пурівський район. Також місто знаходиться недалеко від Північного Полярного кола.

## Населення
Населення — 114837 осіб (2018, 104107 у 2010, 94456 у 2002).

## Міста-побратими
1. Анапа, Росія (2007)
2. Кассель, Німеччина
3. Сан-Донато-Міланезе, Італія